# Coluteastrum obtusatum
Coluteastrum obtusatum là một loài thực vật có hoa trong họ Đậu. Loài này được (DC.) Kuntze mô tả khoa học đầu tiên năm 1891.